# Steven Vitória
Steven Vitória (Toronto, 1987. január 11. –) kanadai válogatott labdarúgó, hátvéd.

## Pályafutása

### Klubcsapatokban
Vitória a kanadai Toronto városában született. Az ifjúsági pályafutását a Woodbridge Strikers csapatában kezdte, majd a portugál Porto akadémiájánál folytatta.
2006-ban mutatkozott be a Porto felnőtt keretében. 2006 és 2010 között a Tourizense, az Olhanense és a Covilhã csapatát erősítette kölcsönben. 2010-ben az Estoril Praiához, majd 2013-ban az első osztályban szereplő Benficához írt alá. A 2015-ös szezonban az észak-amerikai első osztályban érdekelt Philadelphia Unionnál szerepelt kölcsönben. 2016-ban a lengyel Lechia Gdańsk szerződtette. 2019-ben a Moreirenséhez csatlakozott. 2022. július 4-én egyéves szerződést kötött a Chaves együttesével. Először a 2022. augusztus 7-ei, Vitória Guimarães ellen 1–0-ra elvesztett mérkőzésen lépett pályára. Első gólját 2022. augusztus 27-én, a Sporting CP ellen idegenben 2–0-ás győzelemmel zárult találkozón szerezte meg.

### A válogatottban
Vitória az U19-es és az U20-as korosztályú válogatottakban is képviselte Portugáliát.
2016-ban debütált a kanadai válogatottban. Először a 2016. február 6-ai, Amerika ellen 1–0-ra elvesztett  mérkőzésen lépett pályára. Első gólját 2016. október 6-án, Mauritánia ellen 4–0-ás győzelemmel zárult barátságos mérkőzésen szerezte meg.

## Statisztikák
2024. május 18. szerint
| Klub                            | Szezon   | Osztály         | Bajnokság | Bajnokság | Kupa  | Kupa | Nemzetközi | Nemzetközi | Összesen | Összesen |
| Klub                            | Szezon   | Osztály         | Meccs     | Gól       | Meccs | Gól  | Meccs      | Gól        | Meccs    | Gól      |
| ------------------------------- | -------- | --------------- | --------- | --------- | ----- | ---- | ---------- | ---------- | -------- | -------- |
| Estoril Praia                   | 2010–11  | Liga Portugal 2 | 6         | 1         | 0     | 0    | —          | —          | 6        | 1        |
| Estoril Praia                   | 2011–12  | Liga Portugal 2 | 25        | 7         | 1     | 0    | —          | —          | 26       | 7        |
| Estoril Praia                   | 2012–13  | Liga Portugal   | 27        | 11        | 1     | 2    | —          | —          | 28       | 13       |
| Benfica                         | 2013–14  | Liga Portugal   | 1         | 0         | 3     | 0    | —          | —          | 4        | 0        |
| Philadelphia Union (kölcsönben) | 2015     | MLS             | 18        | 1         | 0     | 0    | —          | —          | 18       | 1        |
| Lechia Gdańsk                   | 2016–17  | Ekstraklasa     | 8         | 0         | 0     | 0    | —          | —          | 8        | 0        |
| Lechia Gdańsk                   | 2017–18  | Ekstraklasa     | 14        | 1         | 1     | 0    | —          | —          | 15       | 1        |
| Lechia Gdańsk                   | 2018–19  | Ekstraklasa     | 15        | 1         | 5     | 1    | —          | —          | 20       | 2        |
| Moreirense                      | 2019–20  | Liga Portugal   | 19        | 5         | 1     | 0    | —          | —          | 20       | 5        |
| Moreirense                      | 2020–21  | Liga Portugal   | 19        | 3         | 2     | 1    | —          | —          | 21       | 4        |
| Moreirense                      | 2021–22  | Liga Portugal   | 19        | 2         | 1     | 1    | —          | —          | 20       | 3        |
| Chaves                          | 2022–23  | Liga Portugal   | 31        | 7         | 2     | 1    | —          | —          | 33       | 8        |
| Chaves                          | 2023–24  | Liga Portugal   | 20        | 1         | 1     | 0    | —          | —          | 21       | 1        |
| Összesen                        | Összesen | Összesen        | 222       | 40        | 18    | 6    | 0          | 0          | 240      | 46       |

### A válogatottban
| Válogatott | Év       | Pályára lépés | Gól |
| ---------- | -------- | ------------- | --- |
| Kanada     | 2016     | 5             | 1   |
| Kanada     | 2017     | 5             | 0   |
| Kanada     | 2019     | 4             | 1   |
| Kanada     | 2021     | 14            | 0   |
| Kanada     | 2022     | 10            | 2   |
| Kanada     | 2023     | 8             | 1   |
| Összesen   | Összesen | 46            | 5   |

#### Góljai a válogatottban
| # | Időpont            | Helyszín                                             | Ellenfél         | Gólok | Eredmény               | Kiírás                                         |
| - | ------------------ | ---------------------------------------------------- | ---------------- | ----- | ---------------------- | ---------------------------------------------- |
| 1 | 2016. október 6.   | Stade de Marrakech, Marrákes, Marokkó                | Mauritánia       | 2–0   | 4–0                    | Barátságos mérkőzés                            |
| 2 | 2019. november 15. | Exploria Stadion, Orlando, Amerikai Egyesült Államok | Egyesült Államok | 1–3   | 1–4                    | 2019–2020-as CONCACAF-nemzetek ligája (A liga) |
| 3 | 2022. június 9.    | BC Place, Vancouver, Kanada                          | Curaçao          | 2–0   | 4–0                    | 2022–2023-as CONCACAF-nemzetek ligája (A liga) |
| 4 | 2022. november 17. | Al-Maktoum Stadion, Dubaj, Egyesült Arab Emírségek   | Japán            | 1–1   | 2–1                    | Barátságos mérkőzés                            |
| 5 | 2023. július 9.    | TQL Stadion, Cincinnati, Amerikai Egyesült Államok   | Egyesült Államok | 1–1   | 2–2 (büntetőkkel: 2–3) | 2023-as CONCACAF-aranykupa                     |

## Sikerei, díjai
Philadelphia Union
- US Open Cup
  - Döntős (1): 2015

Lechia Gdańsk
- Lengyel Kupa
  - Győztes (1): 2018–19